# Marc Pistolesi
 (septembre 2024).
Si vous disposez d'ouvrages ou d'articles de référence ou si vous connaissez des sites web de qualité traitant du thème abordé ici, merci de compléter l'article en donnant les références utiles à sa vérifiabilité et en les liant à la section « Notes et références ».
Marc Pistolesi est un acteur français, né le 24 septembre 1974 à Marseille.

## Biographie
Marc Pistolesi est comédien, musicien et metteur en scène. Après le conservatoire d’art dramatique de Marseille, il oriente dès 1995 sa recherche vers un théâtre visuel (masque, clown, marionnette, danse) avec la musique toujours omniprésente et travaille avec Remue-ménage Cie et les Carboni. En 2003, Zabou Breitman le choisit pour faire partie des jeunes talents ADAMI à Cannes. En 2006 il apparaît pendant 3 mois dans Plus belle la vie. Tout en poursuivant son parcours de comédien, il s’intéresse de plus en plus à la mise en scène, en 2013 avec le spectacle d’Ali Bougheraba L’odyssée de la moustache, 2015 avec le spectacle Touh, puis en 2016 avec Léonard dont il est l’auteur. En 2017 Ivo Livi dont il signe la mise en scène obtient le Molière du spectacle musical. En 2018 il crée sa compagnie Le Moonschurzboom. Depuis 2017 il a mis en scène Le cabaret Louise de Régis Vlachos et TíO de Christina rosmini au théâtre Toursky. En 2019 il met en scène Fabien de Marcel Pagnol, au Théâtre du Chêne noir pour la clôture du Fest’hiver d’Avignon. Pour cette nouvelle édition du festival d’Avignon il présente Monsieur Ducci et sera également comédien dans Est-ce que j’ai une gueule d’Arletty de Elodie Menat et Éric Bu, mis en scène par Johanna Boyé.

## Filmographie

### Cinéma
- 2005 : Boudu, de Gérard Jugnot

### Télévision
- 2000 : Le Prof, de Loïc Nicoloff (court-métrage)
- 2001 : Glissement de terrain, de Laurent Kiefer
- 2001 : Le Châtiment du Makhila, de Michel Sibra (TV)
- 2002 : Total Khéops, d'Alain Bévérini (film)
- 2003 : Lola, qui es-tu Lola ?, de Michel Hassan et Hervé Renoh (série TV)
- 2003 : Bien entendu, de Zabou (court-métrage)
- 2003 : L'Usine monot, de Loïc Nicoloff (court-métrage)
- 2005 : Plus belle la vie, de Hubert Besson, Michel Podroznik et François Charlent (feuilleton TV) : Anthony Laroque
- 2012 : Enquêtes réservées, de Christophe Barbier (série TV)
- 2015 : Section de recherches (saison 9) : Gregory Poloni
- 2017 : Alex Hugo Saison 3 épisode 3 : L'homme perdu de Pierre Isoard : le technicien PTS (police technique et scientifique)
- 2019 : Alex Hugo Saison 5 épisode 1 : La balade sauvage de Pierre Isoard : le technicien PTS (police technique et scientifique)
- 2021 : Tandem Saison 5 épisode 7 : Seconde chance : Docteur Christian Dumas
- 2021 : Alex Hugo, Saison 7 épisode 1 : La voie de l'esprit de Muriel Aubin: le légiste
- 2022 : Astrid et Raphaëlle (saison 3, épisode 2 Memento Mori) de Chloé Micout : Vincent
- 2022 : La Stagiaire (saison 7, épisode 1 Etre et ne pas avoir été) d'Alexandre Pidoux : Stéphane Maury
- 2023 : Alex Hugo Saison 9 épisode 1 : La dernière piste de Pierre Isoard : le médecin légiste

Il a également joué dans la série Sous le soleil. Il était l'assistant de Samuel puis quelques années après l'assistant de Jessica à la radio (Radio Soleil).

## Théâtre
- 2012 : Le pays des Galéjeurs de Les Carboni

Depuis plusieurs années, il collabore avec la compagnie TROTTOIR EXPRESS dans une forme de théâtre de rue sur mesure, notamment sur le thème du tri sélectif et de l'environnement.